# Age of Union (navire)
Le MY Age of Union est un navire appartenant à la Sea Shepherd Conservation Society (SSCS). Il fut construit en 1992 pour l'Agence météorologique du Japon sous le nom de Seifu Maru.
Après son acquisition par la SSCS en 2013, l'association le rebaptisa MY Sam Simon, en hommage au producteur de télévision Sam Simon qui a donné l'argent nécessaire à l'acquisition du navire.
En janvier 2022, l'Age of Union Alliance, dirigée par le leader technologique et militant écologiste Dax Dasilva, s'est engagée à verser 4,5 millions de dollars américains pour soutenir les efforts de Sea Shepherd. En reconnaissance de ce don, le navire a été renommé Age of Union.